# Cystein-S-sulfonsäure
L-Cystein-S-sulfonsäure (LCSS) ist eine chemische Verbindung aus der Gruppe der nichtproteinogenen Aminosäuren.

## Eigenschaften
L-Cystein-S-sulfonsäure ist ein Analogon der Glutaminsäure. Sie aktiviert den NMDA-Rezeptor. Daneben bindet sie an den Glutamatrezeptor auf der Zunge und löst einen Umami-Geschmack aus.